# Nördlicher Gelbwangengibbon
Der Nördliche Gelbwangengibbon (Nomascus annamensis) ist eine Primatenart aus der Familie der Gibbons (Hylobatidae).

## Merkmale
Männliche Nördliche Gelbwangengibbons erreichen eine Kopfrumpflänge von bis zu 46 cm, während Weibchen mit 42 cm etwas kleiner bleiben. Das Gewicht beträgt 7 kg. Diese Art ist größtenteils kaum von dem Südlichen Gelbwangengibbon (Nomascus gabriellae) zu unterscheiden. Wie alle Arten seiner Gattung besitzt der Nördliche Gelbwangengibbon einen ausgeprägten Geschlechtsdimorphismus. Die Männchen sind schwarz gefärbt mit einem Braunstich auf der Brust und gelbbraunen Wangen, deren Haare nach außen gerichtet sind. Weibchen sind blass bis orangegelb gefärbt und haben einen schwarzen, verschieden großen Scheitelfleck und einen dunklen Fleck auf der Brust. Säuglinge werden mit weißlich-gelbbraunem Fell geboren, das sich dann schwarz verfärbt. Männchen behalten diese Färbung, während Weibchen mit der Geschlechtsreife gelbbraunes Fell bekommen.

## Verbreitung und Lebensraum

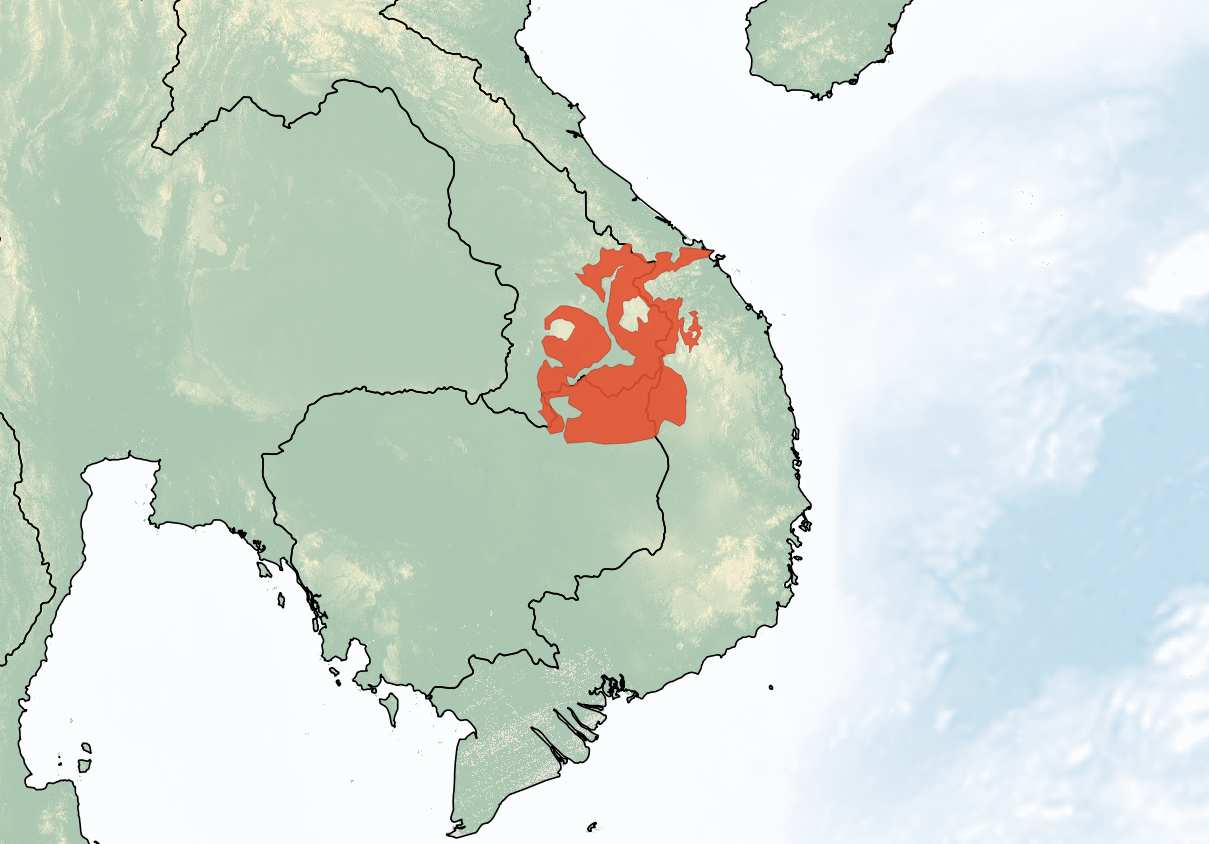
Verbreitungsgebiet

Der Nördliche Gelbwangengibbon kommt im zentralen Annamitengebirge im südlichen Laos und im zentralen Vietnam vor. Der Mekong bildet dabei die Westgrenze seines Vorkommens. Die Grenze zum Verbreitungsgebiet des Südlichen Gelbwangengibbons (N. gabriellae) bildet der Ba-River, die zum Verbreitungsgebiet des Südlichen Weißwangen-Schopfgibbons die Flüsse Banghiang in Laos und Tach Han in Vietnam.
Immergrüne und halbimmergrüne Laubwälder bilden den Lebensraum dieser Art. Sie kommt in Höhen von 50 bis 1205 m über dem Meeresspiegel vor.

## Lebensweise und Fortpflanzung
Nördliche Gelbwangengibbons sind tagaktive Baumbewohner. Die Aktivität beginnt kurz vor der Dämmerung, meist mit lauten Rufen, welche gegen 7 Uhr morgens enden. Eine Studie zeigte, dass die Art 38 % des Tages mit Fressen, 36 % mit Ausruhen, 19 % mit dem Wandern durch das Revier und 7 % mit sonstigen Dingen verbringt. Sie leben in monogamen Familiengruppen, die aus einem Paar und dessen Nachwuchs bestehen. Das Revier einer Gruppe war ca. 50 ha. groß.
Es sind nur begrenzt Angaben zum Speiseplan des Nördlichen Gelbwangengibbons bekannt. Zwei kurze Studien zeigen, dass auch diese Art hauptsächlich Früchte frisst, aber auch Blätter, junge Triebe und Blumen nicht verschmäht. Es ist ein Fall bekannt, bei dem ein Weibchen ein junges Finlayson-Hörnchen (Callosciurus finlaysonii) erbeutet und gefressen hat. Auch das Teilen von Futter wurde beobachtet sowie das Erbeuten von Echsen.
Zwei Geburten in freier Wildbahn wurden in Kambodscha nachgewiesen. Diese waren im November 2008 und im August 2011, was zu dem Schluss kommen lässt, dass der Abstand zwischen den Geburten ungefähr drei Jahre beträgt.

## Bedrohung
Diese neu beschriebene Art wird von der IUCN noch nicht klassifiziert. Der Nördliche Gelbwangengibbon kommt in 18 Naturschutzgebieten vor. In Vietnam sind 2011 ca. 200 Gruppen nachgewiesen worden. Obwohl Daten fehlen, scheinen die Populationen in Laos sehr bedeutsam zu sein, aber es ist sicher, dass diese abnehmen, da sie nicht in erfolgreich gemanagten Naturschutzgebieten vorkommen. Populationen in Kambodscha sind ebenfalls wichtig, die größte befindet sich im Virachey-Nationalpark mit über 10.000 Individuen. In angrenzenden, gegenwärtig verwalteten Regionen leben weitere Tiere in ca. 500 Gruppen. Der Nördliche Gelbwangen-Schopfgibbon ist durch den Lebensraumverlust, die Jagd und den Haustierhandel bedroht. In Kambodscha sind große Gebiete des Virachey-Nationalparks für Bergbau und Kautschukplantagen freigegeben worden, obwohl hier die größte Population lebt. Verglichen mit nördlicheren Arten der Gattung Nomascus sind die Populationen des Nördlichen Gelbwangen-Schopfgibbons relativ intakt und robust.

## Systematik
Die Art wurde erst 2010 vom Südlichen Weißwangen-Schopfgibbon (N. siki) abgetrennt und von Wissenschaftlern des Deutschen Primatenzentrums in Göttingen beschrieben. Aufgrund des charakteristischen Gesanges der Tiere fiel auf, dass er sich von demjenigen des Südlichen Weißwangen-Schopfgibbons unterscheidet. Neben der Tonfrequenz wurde auch das Erbgut in den aus Ausscheidungen extrahierten Darmzellen untersucht.